# نورالدین (لاچین)
نورالدین ( ترکی آذربایجانی: Nürəddin) یک منطقهٔ مسکونی در جمهوری آرتساخ است که در استان کاشاتاق واقع شده‌است.